# Chanverrie
Chanverrie – gmina we Francji, w regionie Kraj Loary, w departamencie Wandea. W 2016 roku liczba ludności wynosiła 5709 mieszkańców. 
Gmina została utworzona 1 stycznia 2019 roku z połączenia dwóch ówczesnych gmin: Chambretaud oraz La Verrie. Siedzibą gminy została miejscowość La Verrie. 